# Hafen Gemünden am Main
Der Hafen Gemünden am Main umfasst eine Anlandungsstelle am Main, einen Schutzhafen und einen Sportboothafen in der Stadt Gemünden am Main im unterfränkischen Landkreis Main-Spessart, (Bayern).

## Geographie
Die Häfen Gemünden am Main liegen an drei räumlich voneinander getrennten Standorten entlang der Bundeswasserstraße Main südlich und westlich des historischen Ortskernes von Gemünden auf einer Höhe von 152 m ü. NHN.
Es sind die nördlichst gelegenen Schutzhäfen für die Berufs- und Freizeitschifffahrt zwischen dem Mainviereck und dem Maindreieck.
| Lage: Gewässer – km | Hafen:      | Beschreibung    | Kailänge           | Ausstattung |
| ------------------- | ----------- | --------------- | ------------------ | --- |
| 216,2 L             | Marina ⊙    | Kleinwernfeld   | Steganlagen        | 25 Liegeplätze, 2 Hafenbecken, Strom, Wasser, Sanitär, Clubhaus, Slipstelle                                                       |
| 211,4 R             | Hafen ⊙     | Schutzhafen     | 2 × 200 m geböscht | Liegeplätze ohne Eisgang, Stege, Strom, Wasser, Entsorgungseinrichtungen, kleine Freilagerfläche, Außenbezirk des WSA Schweinfurt |
| 208,9 R             | Landesteg ⊙ | Langenprozelten | Schwimmsteg        | Anleger für die Personenschifffahrt, Parkplätze, ÖPNV                                                                             |

## Geschichte

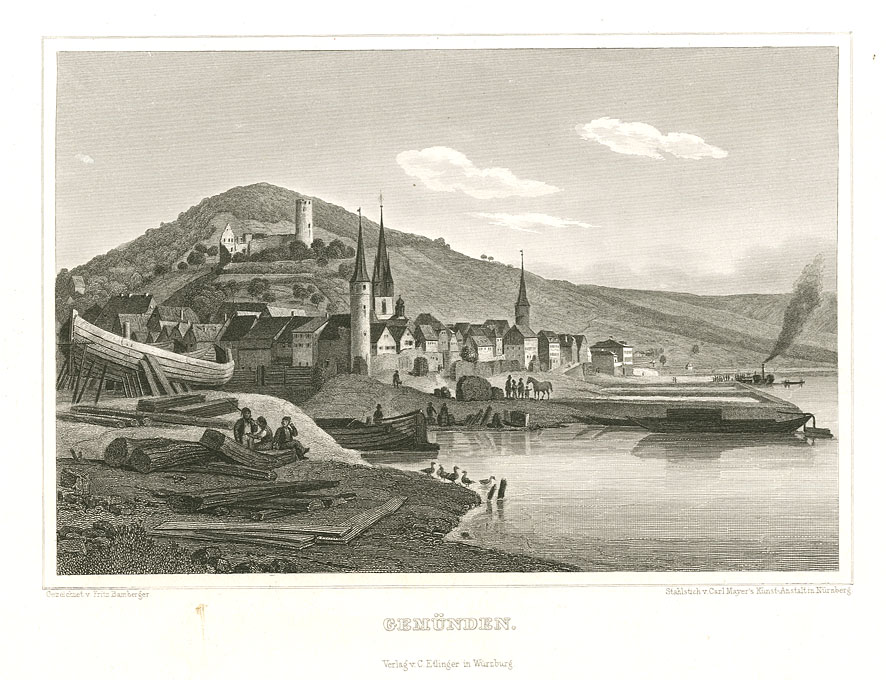
Mainschifffahrt in Gemünden (1847)

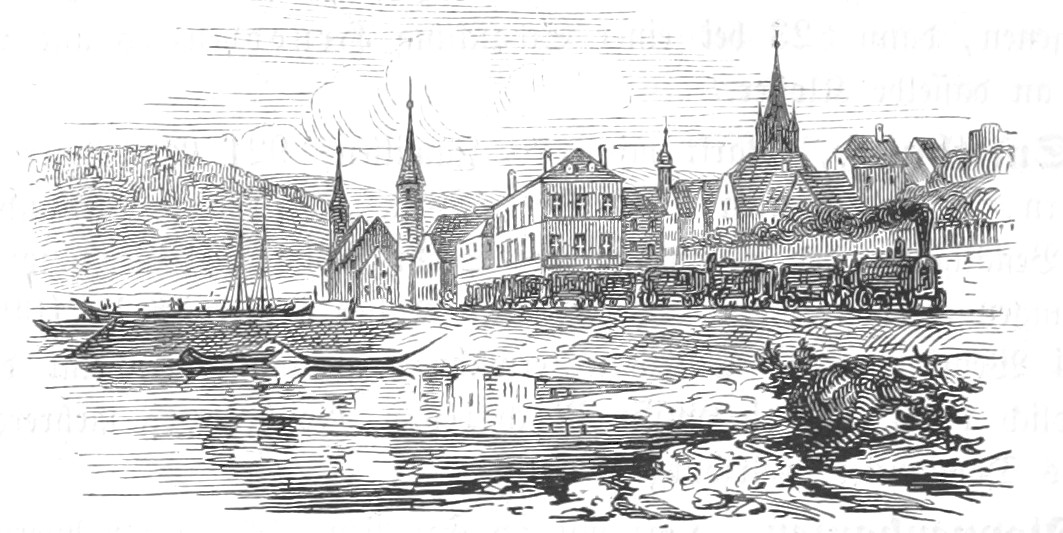
Federzeichnung (1852)

Bereits zu keltischen Zeiten wurde der Main als Wasserstraße genutzt. Es wurde getreidelt und gestakt, geflößt, gefischt, gerudert und gesegelt. Versuche der Römer, über den Maingraben nach Osten bis zur Elbe vorzustoßen, wurden um die Zeitenwende von den germanischen Kimbern zurückgeschlagen. Zwar erreichten die Römer Gemünden a. Main, jedoch konnten sie sich nicht in der Gegend festigen und mussten in der Zeit des Pannonischen Aufstandes wieder nach Westen hin, hinter den 30 km entfernten Limes zurückweichen. Der Weinbau, den sie mitgebracht hatten blieb, und die Weinberge sind noch heute ein Touristenmagnet für die Gegend. Der Main stellte weiterhin einen wichtigen Handelsweg dar. Zu karolingischer Zeit gab es erste Versuche, den Wasserweg des Maines mit dem Donaugebiet zu verbinden (Fossa Carolina), wovon nur widersprüchliche Überlieferungen und einige wenige Befunde an Überresten bei Graben vorliegen.
Im Mittelalter wurden große Mengen von Holz geflößt, beispielsweise nach Frankfurt, ins Ruhrgebiet, aber auch für den Schiffsbau in Holland. Zu dieser Zeit befanden sich die Anlandungsstellen an der Mündung der fränkischen Saale ⊙ nahe der Altstadt, wie alte Stiche zeigen.
Das bayerische Urkataster erfasste in den 1810er Jahren in Gemünden östlich der Mündung der fränkischen Saale den bereits befestigten Hafen mit zwei Hafenbecken am Main.
In den 1830er Jahren wurde Gemünden am Main von Westen her mit der Dampfschifffahrt erschlossen und die Transportvolumina stiegen auf bis zu 50 Tonnen pro Wasserfahrzeug an. In den Jahren 1836 bis 1846 wurde der Ludwig-Donau-Main-Kanal sukzessive vollendet, und die durchgängige Schiffbarkeit zum Donauraum hin ließ die Transportmengen rasch anwachsen. Ab 1852 war der Hafen bis direkt bis auf den Pier mit einer Dampfbahn erschlossen, (siehe Federzeichnung), sodass dort bereits damals ein trimodaler Verkehr Schiff – Schiene – Straße möglich war. Im Jahr 1897 erreichte die Mainkette Gemünden und die Transportmengen konnten durch die Einführung der Kettenschifffahrt weiter gesteigert werden, insbesondere durch die Stahl- und Kohlelieferungen aus dem Ruhrgebiet. In den letzten Monaten des Zweiten Weltkrieges wurde die Infrastruktur in Gemünden zu zwei Dritteln zerstört und die Bahnanlagen des Hafens in der Nachkriegszeit nicht vollständig wiederhergestellt. Der Hafen dient seither als Schutzhafen und Außenstützpunkt des Wasser- und Schifffahrtsamtes Schweinfurt.

## Gewerbe und Infrastruktur
Der Umschlagsbetrieb ist in Gemünden am Main größtenteils zum Erliegen gekommen. Neben den Anlagen für die Freizeitschifffahrt mit Kleinfahrzeugen gewinnt zunehmend die Personenschifffahrt an Bedeutung. Insbesondere bei Flusskreuzfahrten werden im Mainfranken hohe fünfstellige Passagierzahlen jährlich gezählt.

## Verkehr
Gemeindestraßen erschließen alle Hafenteile zu der nördlich verlaufenden Bundesstraße 26 hin. ÖPNV-Zustiegsmöglichkeiten gibt es an allen Hafenteilen in zumutbarer Nähe. Kursschiffe verkehren vom Anleger Gemünden aus regelmäßig nach Würzburg, Bamberg, Aschaffenburg und Frankfurt am Main.